# Teen Titans (série animada)
Teen Titans (no Brasil, Os Jovens Titãs e em Portugal, Teen Titans) é uma série de animação norte-americana criada por Sam Register e Glen Murakami, baseada em personagens da DC e produzida pela Warner Bros. Animation.
Com estreia em 19 de julho de 2003 nos Estados Unidos, manteve-se no ar por três anos e teve seu último episódio, Things Change, exibido no dia 15 de setembro de 2006, alcançando 5 temporadas e 65 episódios.
No Brasil, a série foi transmitida pelo Cartoon Network Brasil e, também, pelo SBT, com sua estreia no dia 7 de dezembro de 2003. A série permaneceu sendo televisionada até o ano de 2008. 
A DC Comics lançou uma série de histórias em quadrinhos inspirada pelo desenho intitulada Teen Titans Go!, publicada no Brasil pela Panini Comics na revista Jovens Titãs e, em edições encadernadas, pela Abril Jovem.
Em 2013, ganhou uma série animada reboot chamada Teen Titans Go! (Os Jovens Titãs em Ação no Brasil).

## Sinopse
O desenho é baseado no famoso time de super-heróis adolescentes da DC Comics, os Teen Titans (que já foram chamados de Novos Titãs e Turma Titã no Brasil), com destaque para as histórias publicadas nos anos 80 por Marv Wolfman e George Perez.
Embora a trama gire em torno dos personagens principais Robin, Estelar, Mutano, Ciborgue e Ravena, outros titãs também são personagens, como Terra e Aqualad, que tiveram participações especiais em determinados episódios.
O traço da série é fortemente influenciado pela estética dos animes japoneses, sendo considerado um pseudo-anime. Apesar disso, seus episódios tendem a ser fiéis às histórias em quadrinhos originais. Um outro fato que aproxima a série ainda mais da categoria de anime é a abertura, de mesmo nome da série, feita pela banda japonesa Puffy AmiYumi. A segunda temporada, inclusive, foi uma adaptação da história O Contrato de Judas, um dos mais célebres arcos de histórias do grupo.
Nem sempre os episódios têm uma ligação com a trama central, mas cada temporada da série se destacou pelo foco numa única grande trama, com grande desenvolvimento dos personagens.
A primeira temporada introduz Slade (no Brasil mais conhecido por Exterminador), vilão que se tornaria o grande arquirrival de Robin e dos Titãs. A segunda adapta a história O Contrato de Judas, introduzindo a personagem Terra, que entra para a equipe apenas para trair seus companheiros a favor de Slade, exatamente como nos quadrinhos, e depois virar pedra. A terceira temporada trata, entre outros temas, do Irmão Sangue, arqui-inimigo de Ciborgue; também dá indícios da possível relação amorosa entre Mutano e Ravena, e termina com a criação dos Titãs da Costa Leste. A quarta, por sua vez, foca em Trigon (também conhecido como Scathe), a encarnação do mal e pai da Ravena. A quinta e última temporada trata da Irmandade Negra, inimigos mortais da Patrulha do Destino, antiga equipe do Mutano.

## Equipe Principal
- Robin: Líder dos Titãs, bastante ágil e habilidoso, é o único que não tem superpoderes, mas possui um equipamento com armas de combate contra o crime e habilidades de artes marciais extremamente desenvolvidas. Quando está em missão, é um líder sério, responsável e tático, que sempre está disposto a ajudar seus amigos. Apesar de levar a sério suas missões, ele demonstra ter um lado extrovertido e brincalhão que adora comer pizza e jogar videogame com os amigos. Demonstra ser apaixonado por Estelar, mas tem problemas em admitir. Durante a primeira temporada, foi o protagonista principal, onde enfrenta o seu arqui-inimigo Slade, que o manipulou, fazendo-o se voltar contra seus amigos. Seu outro rival é Red X, que na verdade foi um disfarce que Robin usou pra se infiltrar na base do Slade, mas depois surge um outro jovem criminoso que rouba o traje se tornando o atual Red X. Durante a série, sua identidade secreta foi um mistério já que ele sempre é chamado de Robin, deixando no ar se ele é na verdade Dick Grayson, Jason Todd, Tim Drake, ou Damian Wayne. Porém, em um episódio em que Estelar vai para o futuro, ela encontra Robin agora com a alcunha de 'Asa Noturna', enquanto em outro, Ravena visita as memórias do passado de Robin e o vê como um acrobata de circo quando criança. Ou seja, tudo leva a crer que ele é Dick Grayson. No Brasil, foi dublado por Manolo Rey, e em Portugal, por Tiago Caetano.
- Ravena: Ravena é a filha do demônio Trigon e da humana Arella. É a mais poderosa dos Titãs, seus poderes se baseiam em manipulação das sombras, telecine se, telepatia, voo, magia demoníaca, entre outros. É uma garota tímida que costuma se esconder através do capuz, pois não sabe demonstrar suas emoções e afetos. Bastante solitária e antissocial, não é chegada em diversões como os seus amigos e é a única que não ri das piadas de Mutano, chegando a se irritar com suas brincadeiras. Durante a quarta temporada, a profecia do fim do mundo que estava selada em seu corpo é cumprida, e seu pai Trigon ressurge atacando a humanidade. Ravena se sacrifica pra salvar a todos e acaba renascendo como a Ravena Branca infantil, temporariamente, onde ela retorna a sua idade atual e enfim derrota Trigon. Suas palavras magicas são sempre: "Azarath, Metrion, Zinthos". Dublada por Mariana Torres no Brasil, e por Rita Salgueiro e Ana Viera em Portugal.
- Ciborgue: Segundo em comando dos Titãs. Muito forte e atlético, é metade humano e metade robô. Por seu corpo ser quase que totalmente de metal, ele possui força sobre-humana, voo, e seus braços mecânicos se transformam em canhões biônicos que causam alta destruição. Sendo também o gênio da equipe, entende tudo sobre tecnologia e mecânica, é responsável pelos projetos do carro e a nave dos Titãs. Costuma ser o membro mais temperamental e esquentado da equipe, chegando a se irritar com facilidade com os outros, especialmente com Robin, mas apesar disso, tem um grande coração. Durante a terceira temporada, Ciborgue tem mais destaque onde enfrenta o vilão Irmão-Sangue, que sabia de sua tecnologia e segredos. Ele usa a identidade de Victor Stone para se infiltrar na Academia H.I.V.E. e descobrir os planos do Irmão-Sangue. Por um tempo, liderou a equipe dos Titãs da Costa Leste com Aqualad, Ricardito, Abelha e Mas y Menos, onde eles sofrem uma lavagem cerebral e atacam Ciborgue, mas com a ajuda dos outros Titãs, eles salvam os Titãs da Costa Leste, e Ciborgue enfim consegue derrotar o Irmão-Sangue. No Brasil, é dublado por Eduardo Borgerth, e em Portugal, por Carlos Freixo e Quimbé.
- Estelar: Vindo do planeta Tamaran, é uma princesa tamaraneana. Bastante doce e meiga, adora felicidade e adotou um mascote bonitinho chamado Silkie. Possui super força, voo e pode lançar rajadas de energia ultravioleta. Ela tem uma irmã chamada Estrela Negra que é o seu oposto, sendo malvada, fria e egoísta, fazendo de tudo para se livrar de Estelar e assumir o futuro trono de Tamaran. Dublada por Luisa Palomanes no Brasil, e por Carmen Santos e Bárbara Lourenço em Portugal.
- Mutano: É o mais jovem da equipe, sua pele e cabelo são verdes. Bastante ágil e rápido, costuma ser o mais piadista dos Titãs, contando piadas até nos piores momentos. Ele tem o poder de se transformar em qualquer animal, independente se esse animal é existente, extinto, híbrido ou até mesmo alienígena. Durante a segunda temporada, ele se apaixona por Terra, que se infiltrou nos Titãs para espioná-los, revelando que trabalhava para Slade. Na quinta temporada, foi revelado que antes de Mutano entrar para os Titãs, ele fazia parte da Patrulha do Destino, que enfrentava seu inimigo principal: A Irmandade Negra. Dublado por Charles Emmanuel no Brasil, e por André Maia e Vitor Emanuel em Portugal.

## Outros Titãs
- Terra: Foi introduzida na segunda temporada, onde ela conhece os Titãs e se alia a eles. Terra ainda não sabia controlar seus poderes de geocinese, fato que ela nunca revelou aos Titãs, exceto Mutano, com quem começou uma relação amorosa. Terra abandona a equipe, e quando retorna, é recebida com alegria por todos, exceto por Ravena, e logo depois, se revela uma espiã de Slade, que se infiltrou na base dos Titãs para descobrir seus pontos fracos e ajudar Slade a derrotá-los. Posteriormente, se arrepende de tal feito, derrota Slade e se sacrifica ao ser coberta por lava, se convertendo em uma estátua. No último episódio da série, ela reaparece como uma colegial tímida, sem poderes e lembranças dos Titãs, especialmente de Mutano, na qual ninguém sabe como ela voltou a vida. No entanto, em uma cena, entende-se que talvez ela nunca tenha morrido e que simplesmente tenha forjado sua morte, ignorando Mutano e os Titãs e reorganizando sua vida como uma adolescente normal.
- Kid Flash: Aparece durante a quinta temporada em um episódio onde os Titãs principais estavam ausentes, dando foco à Academia H.I.V.E. Passa a ter um relacionamento amoroso com Jinx, do qual consegue trazê-la para o lado do bem. Seu principal poder é a super velocidade.
- Aqualad: Sua estreia é no episódio "No Fundo do Mar", onde ele se oferece para ajudar os Titãs a derrotar o vilão Tridente, que está atacando embarcações. Ele e Mutano se estranham no começo, mas depois se tornam amigos. Durante a terceira temporada, junto de Ricardito, Abelha e Más y Menos, forma os Titãs da Costa Leste.
- Ricardito: Um arqueiro que tem sua estreia no episódio "O Vencedor Leva Tudo", onde ele e Robin se enfrentam em um torneio entre os heróis. Ele vence Aqualad, mas acaba perdendo para Robin e é capturado pelo Mestre dos Jogos, mas Robin salva os seus companheiros e com isso, Robin e Ricardito ficam amigos. Faz parte dos Titãs da Costa Leste.
- Abelha: Surge durante a terceira temporada da série, onde finge ser uma aluna do Irmão-Sangue para poder se infiltrar e sabotar seus planos. No começo, não se dava bem com Ciborgue, mas viram amigos quando passam a trabalhar em equipe. É a líder dos Titãs da Costa Leste e seus poderes se resumem a força, eletricidade, voo e diminuição de tamanho.
- Más y Menos: São irmãos gêmeos da Guatemala que possuem o dom da super velocidade que só é ativado quando eles tocam as mãos. Eles têm 12 anos e só falam em espanhol, o que irrita Ricardito. Fazem parte dos Titãs da Costa Leste.
- Hot Spot: Um herói bastante esquentado e agitado, aparece no episódio "O Vencedor Leva Tudo", onde ele é derrotado por Robin e junto com os perdedores, é aprisionado pelo Mestre dos Jogos, mas depois que Robin o vence, ele os liberta. Com isso, Hot Spot, Gnu e Ricardito se tornam membros honorários dos Titãs. Ele retorna na quinta temporada, onde é enganado por Madame Rouge assumindo a forma de Robin para tentar pegá-lo.
- Gnu: É uma fera enorme com rosto de um antílope, que não fala, apenas grunhe. Sua primeira aparição foi em "O Vencedor Leva Tudo" onde ele vence Mutano, mas acaba sendo derrotado por Robin e Ricardito. Gnu reaparece na quinta temporada para ajudar os Titãs na batalha contra a Irmandade Negra.
- Tramm: É o leal companheiro e amigo de Aqualad que o ajuda criando aparelhos ou equipamentos que podem ajudar em situações necessárias, bem como um Titã Honorário. Apesar de sua inteligência, também possui o dom de aumentar sua força. Sua primeira aparição foi no episódio "No Fundo do Mar".
- Trovão e Relâmpago: São irmãos que possuem poderes climáticos e aparecem pela primeira vez no episódio "Forças da Natureza". Relâmpago é um rapaz amarelo e magro que usa uma armadura dourada e possui uma voz fina. Já Trovão, é um homem alto, grande e azul que usa uma armadura escura e possui uma voz grossa. Eles pensavam que destruir a cidade causando pânico nas pessoas fosse algo legal e divertido, mas não sabiam que estavam sendo enganados por Slade, e por fim, se unem aos Titãs, voltando a aparecer na quinta temporada para ajuda-los na batalha contra a Irmandade Negra.
- Estrela Vermelha: Um agente russo que aparece no episódio "Neve" na quinta temporada, onde não tem o controle de seus poderes radioativos, sendo considerado uma ameaça para o seu vilarejo, mas com a ajuda de Estelar e os outros, ele conquista a confiança do seu povo e passa a ajudar os Titãs na batalha contra a Irmandade Negra.
- Kole e Gnark: Kole é uma alienígena que tem a aparência de uma menina meiga e doce de cabelos rosa e que pode cristalizar o seu corpo deixando-o forte como um diamante, enquanto seu parceiro Gnark é um homem das cavernas que possui força, agilidade e não fala. Eles aparecem no episódio "Kole" e se tornam amigos dos Titãs, ajudando-os a vencer a Irmandade Negra.
- Melvin, Timmy, Teether e Bobby: São crianças com o poder da imaginação. Melvin (uma menina), Timmy (um menino) e Teether (um bebê) deram vida a Bobby, um urso imaginário e poderoso que não era visto nem acreditado por Ravena, mas depois ela é convencida e recruta os quatros para serem Titãs. Aparecem no episódio "Pique Esconde".
- Araut: Ele aparece no episódio "Chamando Todos os Titãs" sendo recrutado por Ravena. Tem o poder de criar dimensões paralelas tocando sua corneta.
- Pantha: Uma lutadora de luta livre mexicana, bem rude e orgulhosa. Foi recrutada por Ciborgue no episódio "Chamando Todos os Titãs". É conhecida por nunca tirar sua máscara, nem mesmo quando é derrotada.
- Argenta: É uma menina gótica e amiga da Estelar. Tem o poder de corroer o metal. Foi recrutada por ela no episódio "Chamando Todos os Titãs".
- Jericó: Um adolescente calmo e pacifico que foi recrutado por Mutano no episódio "Chamando Todos os Titãs". Ele não fala, e seus poderes se rementem a para normalidade podendo possuir o corpo das pessoas.
- Kilowatt: Aparece no episódio "Chamando Todos os Titãs" onde ele aparece como figurante e ninguém sabe como ele foi recrutado. Participa da batalha final contra a Irmandade Negra.
- Bushido: Um jovem samurai japonês recrutado por Robin que ajudou os Titãs a enfrentarem a Irmandade Negra.
- Donna Troy: Conhecida como Garota-Maravilha, é a irmã mais nova da Mulher-Maravilha e seus poderes se remetem a mesma. Aparece apenas no episódio "Chamando Todos os Titãs" como uma figurante.
- Jinx: É uma garota feiticeira gótica que usa rosa e lilás. Seu poderes remetem ao azar. Na quinta temporada, ainda não tinha certeza se podia ser uma heroína ou uma vilã, até conhecer o Kid Flash que a ajudou a tomar uma decisão para o lado do bem.

## Vilões
- Slade: Durante as primeiras temporadas foi o principal vilão da série, conhecido também como Exterminador. Teve sua estreia como um homem misterioso que contratava vilões para atacar os Titãs. Se aliou ao Red X, que na verdade era só um disfarce de Robin para ele descobrir quem era Slade. Depois disso, Slade infecta os Titãs e força Robin a trabalhar para ele para salvar seus amigos. Recrutou uma nova aprendiz chamada Terra, fazendo-a se infiltrar na torre dos Titãs para descobrir suas fraquezas, porém Terra se arrepende e se sacrifica junto com Slade. Na quarta temporada, Slade é revivido por Trigon, o pai de Ravena, dando-lhe poderes sobrenaturais. Mas após a profecia do fim do mundo ter se comprido, Trigon remove os poderes de Slade lhe traindo e, temporariamente, Slade se une aos Titãs para se vingar de Trigon, fazendo com que tudo voltasse a ser como era antes.
- Trigon: Ele é pai de Ravena, e um demônio cruel e sem piedade, onde só a sua voz aparece em um episódio da primeira temporada, "Nunca Mais", onde ele possui o lado agressivo de Ravena. Tem a sua aparição oficial na quarta temporada, onde ele ataca à humanidade, fazendo sua filha se aliar a ele. Depois que a Ravena renasce como a Ravena Branca, seu poder de luz derrota Trigon, aprisionando-o novamente no submundo.
- Irmão Sangue: Ele aparece na terceira temporada sendo o vilão principal que manipula jovens com superpoderes para fazer o que bem entende com eles. Ele descobre todo o segredo robótico de Ciborgue, e acaba por se tornar um meio homem e meio robô também, só que com uma armadura metálica vermelha. Acaba por ser derrotado por Ciborgue no final.
- Irmandade Negra: É um grupo de vilões e inimigos da Patrulha do Destino (a antiga equipe do Mutano), que é formada pelo líder Cérebro; Madame Rouge, que possui poderes elásticos, força e pode alterar sua forma; General Immortus, que é imortal; e Monsieur Mallah, um gorila gigante que possui força e inteligência. Se tornam os principais vilões da última temporada da série, recrutando todos os inimigos dos Titãs para atacá-los.
- Gizmo: Também chamado de Chip, é um mini gênio, baixinho e careca que adora chamar os seus inimigos de perdedores. Seu maior rival é Ciborgue. Ele possui equipamentos tecnológicos e explosivos.
- Mamute: É um grandalhão forte, porém não é muito racional. Parceiro de Gizmo.
- Estrela Negra: É a irmã mais velha de Estelar. Possui cabelos pretos, uma pele mais clara e só se importa com ela mesma, sendo capaz de prejudicar sua própria irmã para tomar seu lugar como princesa de Tamaran. Tem os mesmos poderes de sua irmã, mas diferente de Estelar que dispara raios ultravioletas verdes, os seus são vermelhos.
- Red X: Foi um disfarce usado por Robin no episódio "Máscara" para se infiltrar na base do Slade. Depois de todos descobrirem sua identidade, ele achou que seria melhor nunca mais usar esse traje para recuperar a confiança dos seus amigos. Mas na terceira temporada, surge um novo Red X que passa a ser o rival de Robin e ocasionalmente até o ajuda em alguns casos, se tornando um anti-herói.

## Episódios
Cada temporada contém um arco de história distinto que é centrado em um Titã específico da equipe, com exceção de Estelar.
| Temporada | Episódios | Transmitido Originalmente | Data de Lançamento em DVD |
| --------- | --------- | ------------------------- | ------------------------- |
| 1         | 13        | 2003                      | 7 de Fevereiro de 2006    |
| 2         | 13        | 2004                      | 12 de Setembro de 2006    |
| 3         | 13        | 2004-2005                 | 10 de Abril de 2007       |
| 4         | 13        | 2005                      | 20 de Novembro de 2007    |
| 5         | 13        | 2005-2006                 | 22 de Julho de 2008       |
| Especiais | 1         | 2005                      | 6 de Fevereiro de 2007    |

## Especiais
| No. na série | No    | Título original                      | Título em Português Brasileiro               | Título em Português Europeu     |
| Crossover    |       | Teen Titans GO! V.S. Teen Titans     | Os Jovens Titãs em Ação V.S. Os Jovens Titãs | Teen Titans Go! vs. Teen Titans |
| ------------ | ----- | ------------------------------------ | -------------------------------------------- | ------------------------------- |
| 12–13        | 12–13 | "Apprentice"                         | Aprendiz                                     | O Aprendiz                      |
| 25–26        | 12–13 | "Aftershock"                         | Após o Tremor                                | Réplica                         |
| 38–39        | 12–13 | "Titans East"                        | Os Titãs da Costa Leste                      | Teen Titans Este                |
| 50–52        | 11–13 | "The end"                            | O Fim                                        | O Fim                           |
| 53–54        | 01–02 | "Homecoming"                         | A Volta Para Casa                            | ASA                             |
| 63–64        | 11–12 | "Calling All Titans/Titans Together" | Chamando todos os titãs/Titãs Juntos         | ASA                             |